# 마더스 (2024년 영화)
《마더스》(영어: Mothers' Instinct)는 2024년 개봉한 미국의 심리 스릴러 영화이다. 브누아 들롬이 감독을 맡았으며, 2018년 영화 《마더스 인스팅트》를 리메이크한 작품이다.

## 줄거리
1960년대 미국 교외, 앨리스와 셀린은 이웃이자 비슷한 나이의 아들을 둔 엄마다. 앨리스가 셀린의 생일 파티를 열어주지만, 다음 날 셀린의 아들 맥스가 집에서 아픈 채로 머물다 발코니에서 떨어져 사망하는 사고가 발생한다. 맥스의 죽음 이후 셀린은 앨리스를 멀리하지만, 앨리스의 아들 테오와는 가까워진다. 맥스의 장례식에서 테오는 자신의 장난감이 맥스의 관 속에 있는 것을 보고 격분한다.
셀린은 한 달간 어디론가 떠났다가 돌아와 앨리스와 화해한다. 어느 날 앨리스는 테오를 셀린에게 맡기고, 테오가 맥스가 떨어졌던 발코니에서 비눗방울 놀이를 하는 것을 보고 깜짝 놀란다. 앨리스는 테오에게 달려가고, 이번에는 셀린의 집으로 통하는 울타리 구멍을 쉽게 통과할 수 있었던 것에 이상함을 느낀다. 셀린이 자신의 반응을 시험하려 한 것이라고 의심한다. 테오는 점점 셀린과 가까워지고 심지어 자신의 생일 파티에 셀린을 초대하기까지 해 앨리스를 불편하게 한다. 파티 후 앨리스의 시어머니가 갑자기 심장마비로 사망하고, 앨리스는 부검 결과 시어머니의 약에서 약 성분이 발견되지 않은 것을 보고 셀린이 약을 위약으로 바꿔치기했다고 의심한다.
테오가 셀린의 집에서 알레르기 반응으로 입원하자 앨리스는 셀린이 일부러 알레르기를 유발한 것이라고 확신한다. 앨리스는 셀린의 집을 몰래 뒤지려다 들키지만, 증거를 찾지는 못한다. 앨리스와 남편은 이사를 고려하지만, 테오가 자살을 시도하겠다는 협박에 결국 화해한다. 그날 밤 셀린은 남편을 수면제로 재운 뒤 손목을 그어 자살로 위장해 살해한다. 앨리스 부부는 슬픔에 빠진 셀린을 집에 머물게 하지만, 앨리스가 셀린의 짐을 가지러 간 사이 셀린은 앨리스의 남편과 아들까지 수면제로 재운다. 앨리스는 셀린과 격투를 벌이다 결국 셀린에게 제압 당하고, 셀린은 보일러를 조작해 가스 누출로 앨리스 부부를 살해한다. 셀린은 테오를 입양하여 함께 살아가게 된다.

## 출연
- 제시카 채스테인 - 앨리스 역
- 앤 해서웨이 - 셀린 역
- 조시 찰스 - 데미언 역
- 아네르스 다니엘센 리
- 캐롤라인 라거펠트
- 에이먼 패트릭 오코널 - 테오 역
- 베일런 D. 비엘리츠 - 맥스 역
- 알렉산더 블레이즈

## 수입사
- 왓챠

## 긱주
1. ↑  2018년 벨기에 영화도 제작에 참여했다.
2. ↑  원작소설을 2018년 벨기에에서 만든 작품.
3. ↑  프랑스어로 '증오의 뒤편에서'라는 뜻으로 해석할 수 있을듯. 미국에서는 영화의 제목과 마찬가지로 ' Mothers’ Instinct'로 출간.
4. ↑  영화 내 심장이 건너뛴 박동을 통해 제31회 세자르 영화제 편집상 수상.
5. ↑  제시카 차스테인이 설립한 영화제작사.